# Cueva de Bruniquel
La Cueva de Bruniquel es un sitio arqueológico cercano a Bruniquel, Francia, el cual contiene artefactos culturales que se piensa fueron creados por el hombre de Neandertal. Según la datación, los artefactos fueron creados hace 176.500 años antes del presente (176.500 ±2.100 años C AP), mucho antes de que los humanos modernos colonizaran Eurasia a partir de África. Dos grandes anillos formados de estalagmitas intencionalmente rotas, pilas de estalagmitas, huesos de oso quemados y evidencia de fuego fueron encontrados a gran profundidad (336 metros) en la cueva. El trabajo es muy anterior a cualquier otro artefacto cultural de homínidos, como pinturas de cueva. Dado que la datación por radiocarbono es solo utilizable para artefactos de menos de 50.000 años, los científicos Jacques Jaubert y Dominique Genty usaron datación uranio-torio para calcular el tiempo de creación de los trabajos antes y después de los cortes en las estalagmitas. El sitio arqueológico fue descubierto en la década de 1990 pero las estructuras construidas con estalagmitas fueron analizadas 20 años después. Dada la profundidad del sitio analizado se puede concluir que hace 176.000 años había antecesores de los humanos que exploraban cuevas profundas llevando consigo su propia iluminación.
El sitio solo puede ser visitado para realizar estudios, pero en el castillo de Bruniquel hay una sala de exhibición dedicada a la cueva.